# Jimmy Mann
 James Edward Mann (né le 17 avril 1959 à Montréal dans la province de Québec au Canada) est un joueur professionnel de hockey sur glace.

## Carrière en club
Il commence sa carrière junior dans la Ligue de hockey junior majeur du Québec avec le National de Laval en 1975-1976 puis la saison suivante, il rejoint les Castors de Sherbrooke. Il passe quatre saisons dans la LHJMQ totalisant un grand nombre de minutes de pénalité. En 1977, il remporte la Coupe du président de la meilleure équipe de la LHJMQ et rejoint les autres équipes championnes de la Ligue canadienne de hockey pour la Coupe Memorial. Les Castors perdent contre les Bruins de New Westminster. En 1979, il est élu au sein de la première équipe type de la LHJMQ.
Lors du repêchage d'entrée dans la Ligue nationale de hockey de 1979, il est choisi lors de la première ronde par les Jets de Winnipeg, il est le tout premier joueur choisi par la franchise dans la Ligue nationale de hockey (LNH).
À la fin de sa première saison dans la LNH, il est le joueur le plus pénalisé de la ligue avec 287 minutes de pénalité, n'hésitant jamais à tomber les gants pour se battre contre un autre joueur. Au total, il joue cinq courtes saisons dans la LNH. Lors d'un match contre les Penguins de Pittsburgh, Paul Gardner donne un coup de bâton à un de ses coéquipiers, Doug Smail et il n'en faut pas plus pour que Jimmy Mann bondisse sur la glace de la patinoire et venge Smail en frappant Gardner. Mann recevra une suspension de 10 matchs.
En février 1984, il rejoint les Nordiques de Québec en retour du choix de cinquième ronde lors du  futur repêchage de 1984 - choix qui sera Brent Severyn. Il joue avec la franchise du Québec pendant deux saisons passant un peu de temps dans la Ligue américaine de hockey mais en 1986, blessé, il doit renoncer à toute la saison.
En juin 1987, il signe en tant qu'agent libre avec les Penguins pour tenter de relancer sa carrière mais il ne joue qu'une dizaine de matchs avant de rejoindre les Lumberjacks de Muskegon de la Ligue internationale de hockey, franchise affiliée aux Penguins. Là encore, il ne joue quasiment pas de la saison et il met fin à sa carrière la saison suivante après une quarantaine de matchs avec l'Ice d'Indianapolis de la LIH.

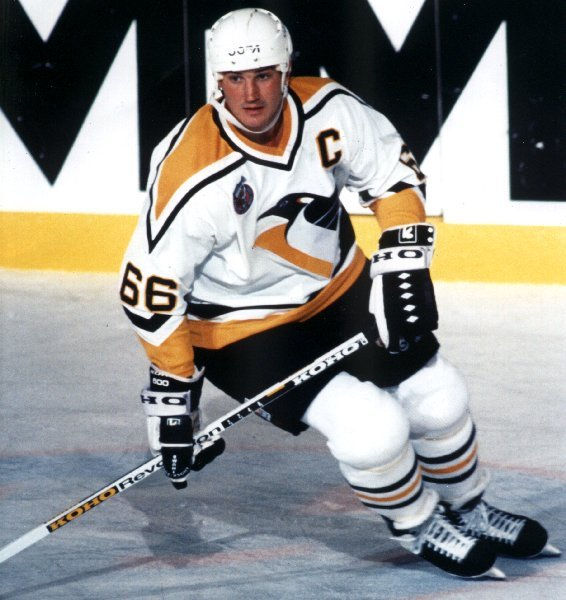
Jimmy Mann fut coéquipier de Mario Lemieux en 1987

## Statistiques
Pour les significations des abréviations, voir Statistiques du hockey sur glace.
| Saison     | Équipe                  | Ligue      |     | Saison régulière | Saison régulière | Saison régulière | Saison régulière | Saison régulière |   | Séries éliminatoires | Séries éliminatoires | Séries éliminatoires | Séries éliminatoires | Séries éliminatoires |
| Saison     | Équipe                  | Ligue      | PJ  | B                | A                | Pts              | Pun              | PJ               | B | A                    | Pts                  | Pun                  |                      |                      |
| 1975-1976  | National de Laval       | LHJMQ      | 65  | 8                | 9                | 17               | 107              |                  |   |                      |                      |                      |                      |                      |
| 1976-1977  | Castors de Sherbrooke   | LHJMQ      | 69  | 12               | 14               | 26               | 200              |                  |   |                      |                      |                      |                      |                      |
| 1977-1978  | Castors de Sherbrooke   | LHJMQ      | 67  | 27               | 54               | 81               | 277              |                  |   |                      |                      |                      |                      |                      |
| 1978-1979  | Castors de Sherbrooke   | LHJMQ      | 65  | 35               | 47               | 82               | 260              |                  |   |                      |                      |                      |                      |                      |
| 1979-1980  | Jets de Winnipeg        | LNH        | 72  | 3                | 5                | 8                | 287              |                  |   |                      |                      |                      |                      |                      |
| 1980-1981  | Oilers de Tulsa         | LCH        | 26  | 4                | 7                | 11               | 175              | 5                | 0 | 0                    | 0                    | 21                   |                      |                      |
| 1980-1981  | Jets de Winnipeg        | LNH        | 37  | 3                | 3                | 6                | 105              |                  |   |                      |                      |                      |                      |                      |
| 1981-1982  | Jets de Winnipeg        | LNH        | 37  | 3                | 2                | 5                | 79               | 3                | 0 | 0                    | 0                    | 7                    |                      |                      |
| 1982-1983  | Jets de Winnipeg        | LNH        | 40  | 0                | 1                | 1                | 73               | 1                | 0 | 0                    | 0                    | 0                    |                      |                      |
| 1983-1984  | Jets de Sherbrooke      | LAH        | 20  | 6                | 3                | 9                | 94               |                  |   |                      |                      |                      |                      |                      |
| 1983-1984  | Jets de Winnipeg        | LNH        | 16  | 0                | 1                | 1                | 54               |                  |   |                      |                      |                      |                      |                      |
| 1983-1984  | Nordiques de Québec     | LNH        | 22  | 1                | 1                | 2                | 42               | 3                | 0 | 0                    | 0                    | 22                   |                      |                      |
| 1984-1985  | Express de Fredericton  | LAH        | 13  | 4                | 4                | 8                | 97               |                  |   |                      |                      |                      |                      |                      |
| 1984-1985  | Nordiques de Québec     | LNH        | 25  | 0                | 4                | 4                | 54               | 13               | 0 | 0                    | 0                    | 41                   |                      |                      |
| 1985-1986  | Nordiques de Québec     | LNH        | 35  | 0                | 3                | 3                | 148              | 2                | 0 | 0                    | 0                    | 19                   |                      |                      |
| 1987-1988  | Lumberjacks de Muskegon | LIH        | 10  | 0                | 2                | 2                | 61               |                  |   |                      |                      |                      |                      |                      |
| 1987-1988  | Penguins de Pittsburgh  | LNH        | 9   | 0                | 0                | 0                | 53               |                  |   |                      |                      |                      |                      |                      |
| 1988-1989  | Ice d'Indianapolis      | LIH        | 38  | 5                | 10               | 15               | 275              |                  |   |                      |                      |                      |                      |                      |
| Totaux LNH | Totaux LNH              | Totaux LNH | 293 | 10               | 20               | 30               | 895              | 22               | 0 | 0                    | 0                    | 89                   |                      |                      |